# Lista dzieł Igora Strawinskiego
Lista dzieł Igora Strawinskiego.

## Opery
- "Le Rossignol (pol. "Słowik")" opera w trzech aktach (1914)
- "Renard" burleska i 4 pantomimy na orkiestrę kameralną (1916)
- "Histoire du Soldat" na zespół kameralny i trzech mówców (1918)
- "Mavra" opera w jednym akcie (1922)
- "Oedipus rex" opera-oratorium w dwóch aktach (1927)
- "Perséphone" melodramat na mówców, solistów, chór i orkiestrę (1933)
- "Żywot rozpustnika" opera (1948-1951), polska prapremiera 1965
- "The Rake's Progress" opera w trzech aktach (1951)
- "The Flood" opera stworzona na potrzeby telewizji (1962)

## Balety
- "Ognisty ptak" (1910)
- "Pietruszka" (1911)
- "Święto wiosny" (1913)
- "Pulcinella" na orkiestrę kameralną i solistów (1920)
- "Les Noces" na solistów, chór, cztery fortepiany i instrumenty perkusyjne (1923)
- "Apollon musagète" na orkiestrę smyczkową (1928)
- "Le Baiser de la fée" (1928)
- "Jeu de cartes" (1936)
- "Danses concertantes" na orkiestrę kameralną (1942)
- "Scènes de Ballet" (1944)
- "Orpheus" na orkiestrę kameralną (1947)
- "Agon" (1957)

## Utwory orkiestrowe

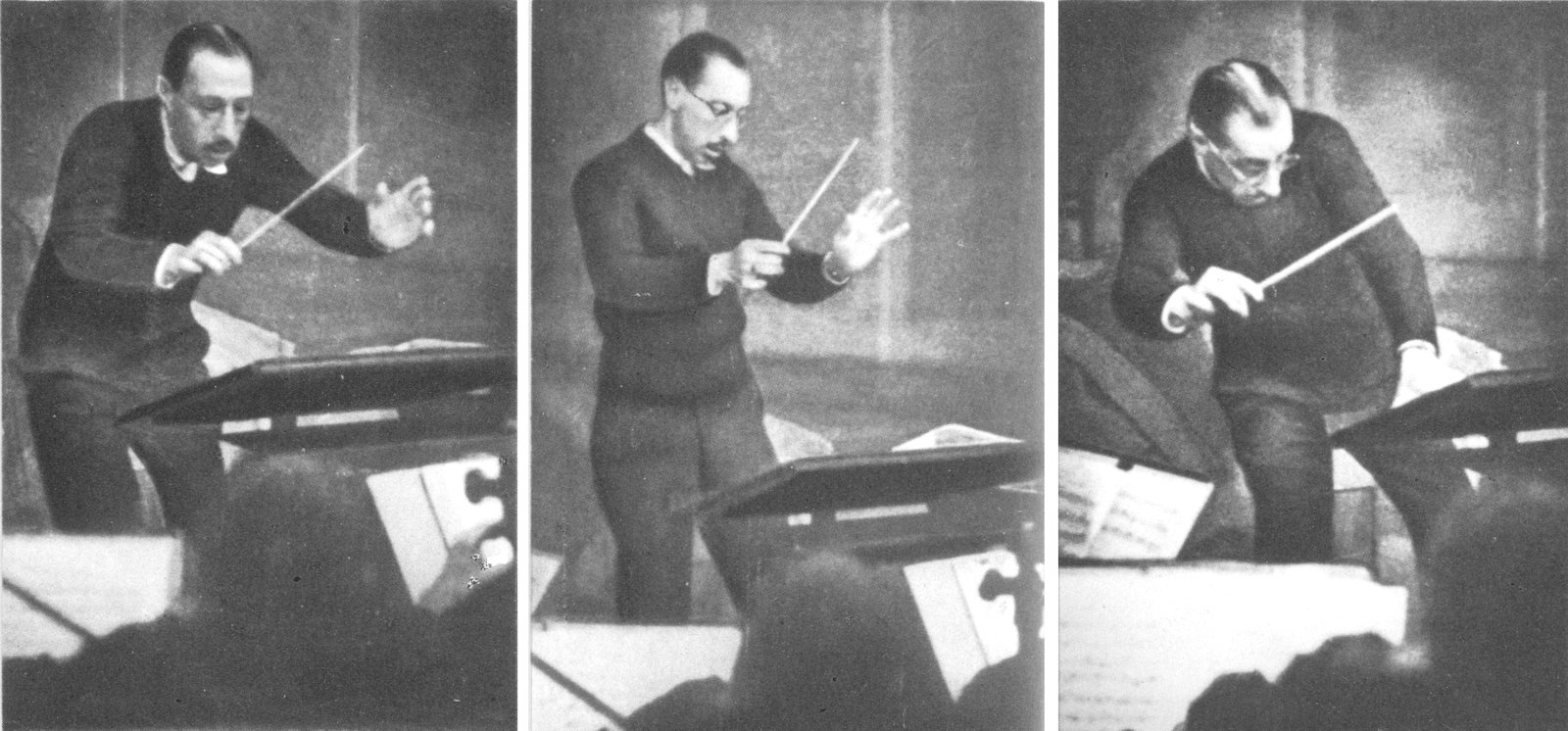
Strawinski w 1929

Jeżeli nie zaznaczono inaczej utwory zostały napisane na orkiestrę symfoniczną. 
- "Symfonia Es-dur op. 1" (1907)
- "Scherzo fantastyczne op. 3" (1908)
- "Ognie sztuczne op. 4" (1908)
- "Pieśń słowika" (1917)
- "Symfonia na instrumenty dęte" (1920)
- "Suita z Pulcinelli" (1920)
- "Suita nr 2 na orkiestrę kameralną" (1921)
- "Suita nr 1 na orkiestrę kameralną" (1925)
- "Cztery etiudy" (1928)
- "Divertimento (suita z Le Baiser de la fée)" (1934)
- "Koncert Es-dur (Dumbarton Oaks) na orkiestrę kameralną (1938)
- "Symfonia C-dur" (1940)
- "Polka cyrkowa" (1942)
- "Cztery nastroje norweskie" (1942)
- "Oda" (1943)
- "Scherzo rosyjskie" (1944, istnieje także wersja dla zespołu Paula Whitemana)
- "Symfonia w trzech częściach" (1945)
- "Koncert D-dur" na orkiestrę smyczkową (1946)
- "Tango" (1953, aranżacja utworu na fortepian z 1940)
- "Preludium powitalne" (1955)
- "Osiem miniatur instrumentalnych" dla piętnastu wykonawców (1963, aranżacja Les Cinq Doigts)
- "Wariacje" (1963/1964, pamięci Aldousa Huxleya)

## Koncerty
- "Koncert na fortepian i instrumenty dęte" (1923-1924/1951)
- "Kaprys na fortepian i orkiestrę" (1929/1949)
- "Koncert skrzypcowy D-dur" (1931)
- "Części na fortepian i orkiestrę" (1958/1959)

## Utwory chóralne
- "Le Roi des étoiles (Gwiazdolicy)" na chór męski i orkiestrę (1912)
- "Pater Noster" (1926)
- "Symfonia Psalmów" na chór i orkiestrę (1930)
- "Credo" (1932)
- "Ave Maria" (1934)
- "Babel" (1944)
- "Msza" (1944-1948)
- "Kantata" na mezzosopran, tenor, chór żeński, dwa flety, obój, rożek angielski i wiolonczelę (1951-1952)
- "Canticum Sacrum" (1955)
- "Threni" (1958)
- "Kazania" (1961)
- "Anthem" na chór a cappella (1962)
- "Introitus" (1965)
- "Requiem Canticles" (1966)

## Utwory wokalne
- "Romans na głos i fortepian" (1902)
- "Faun i Pasterka" op. 2 na mezzosopran i orkiestrę (1907)
- "Pastorałka" na sopran w charakterze instrumentu muzycznego i fortepian (1907)
- "Dwie melodie" op. 6 na mezzosopran i fortepian (1908)
- "Dwa poematy do tekstów Paula Verlaine’a" op. 9 na baryton i fortepian (1910, aranżacja na baryton i orkiestrę w 1951)
- "Dwa wiersze Konstantina Balmonta" na głos i fortepian (1911, aranżacja na głos i małą orkiestrę w 1954)
- "Trzy wiersze w języku japońskim" na głos, fortepian i orkiestrę kameralną (1913)
- "Trzy małe utwory" na głos i fortepian (1913, aranżacja na głos i małą orkiestrę w 1930)
- "Pribaoutki" na głos, flet, obój, klarnet, fagot, skrzypce, altówkę, wiolonczelę i kontrabas (1914)
- "Kocia kołysanka" na kontralt i trzy klarnety (1916)
- "Trzy opowiadania dla dzieci" na głos i fortepian (1917)
- "Cztery chłopskie pieśni rosyjskie" na głos żeński a cappella (1917)
- "Kołysanka" na głos i fortepian (1918)
- "Cztery piosenki rosyjskie" na głos i fortepian (1918-1919)
- "Petit ramusianum harmonique" na głos solowy lub zespół głosów (1938)
- "Trzy pieśni do słów Williama Szekspira" na mezzosopran, flet, klarnet i altówkę (1953)
- "Cztery pieśni rosyjskie" na mezzosopran, flet, harfę i gitarę (1954)
- "Pamięci Dylana Thomasa (lament-kanony i pieśń)" na tenor, kwartet smyczkowy i cztery puzony (1954)
- "Abraham i Izaak" święta ballada na baryton i orkiestrę (1963)
- "Elegia dla J.F.K." na baryton, mezzosopran i trzy klarnety (1964)
- "Sowa i Kotek" na sopran i fortepian (1966)

## Utwory na zespół jazzowy
- "Preludium na zespół jazzowy" (1936/1937)
- "Ebony Concerto" na klarnet i zespół jazzowy (1945)

## Utwory kameralne i instrumentalne
- "Trzy utwory na kwartet smyczkowy" (1914)
- "Dla Pabla Picassa" - utwór na klarnet (1917)
- "Kanon na dwa rogi" (1917)
- "Ragtime na jedenaście instrumentów" (1917-1918)
- "Duet na dwa fagoty" (1918)
- "Suita z Historii żołnierza na skrzypce, klarnet i fortepian" (1919)
- "Trzy utwory na klarnet" (1919)
- "Concertino" na kwartet smyczkowy (1920)
- "Oktet na instrumenty dęte" (1923)
- "Suita na tematy, fragmenty i utwory Giovanniego Battisty Pergolesiego" na skrzypce i fortepian (1925)
- "Duo Concertant na skrzypce i frotepian" (1932)
- "Suita włoska" z Pulcinelli na wiolonczelę i fortepian (1932/1933, we współpracy z Grigorijem Piatigorskim)
- "Pastorałka" na skrzypce i fortepian (1933)
- "Suita włoska" (z Pulcinelli) na skrzypce i fortepian (1934, we współpracy z Samuelem Dushkinem)
- "Elegia" na altówkę solo (1944)
- "Kołysanka nad dwie taśmy (1960, aranżacja numerów z The Rake's Progress) (1951)
- "Septet" (1953)
- "Concertino" na mały zespół (1953, aranżacja utworu na kwartet smyczkowy z 1920)
- "Epitafium" na flet, klarnet i harfę (1959)
- "Podwójny kanon" na kwartet smyczkowy (1959, pamięci Raoula Dufy’ego)
- "Monumentum pro Gesualdo di Venosa (aranżacja)" na zespół kameralny (1960)
- "Fanfara dla Teatru Nowego" na dwie trąbki (1964)

## Utwory fortepianowe

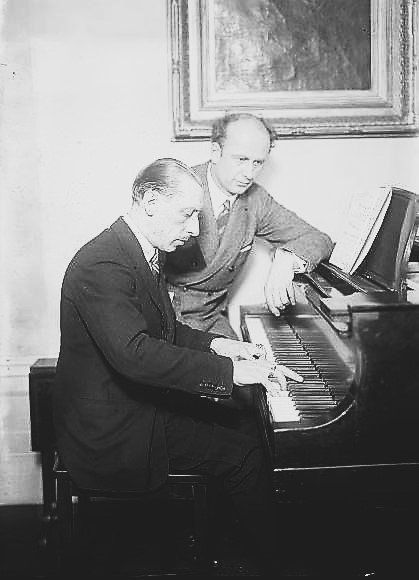
Strawinski i Wilhelm Furtwängler

Jeżeli nie zaznaczono inaczej utwory zostały napisane na fortepian solo.
- "Tarantela" (1898)
- "Scherzo" (1902)
- "Sonata fortepianowa fis-moll" (1903-1904)
- "Cztery etiudy op. 7" (1908)
- "Ognisty ptak" w wersji na fortepian (1910)
- "Pietruszka" w wersji na fortepian (1911)
- "Święto wiosny" w wersji na fortepian na 4 ręce (1913)
- "Walc kwiatów" na dwa fortepiany (1914)
- "Trzy łatwe utwory" na dwa fortepiany (1915)
- "Pamiątka po marszu szwabów" (1915)
- "Pięć łatwych utworów" na dwa fortepiany (1917)
- "Walc dla dzieci" (1917)
- "Piano-Rag-Music" (1919)
- "Chorał" (1920)
- "Pięć palców" (1921)
- "Trzy części z Pietruszki" (1921)
- "Sonata fortepianowa" (1924)
- "Serenada" (1925)
- "Koncert" na dwa fortepiany (1935)
- "Tango" (1940)
- "Sonata" na dwa fortepiany (1943)
- "Dwa szkice z Sonaty” (1967)